# Rita (geslacht)
Rita is een geslacht van straalvinnige vissen uit de familie van stekelmeervallen (Bagridae).

## Soorten
- Rita chrysea Day, 1877
- Rita gogra (Sykes, 1839)
- Rita kuturnee (Sykes, 1839)
- Rita macracanthus Ng, 2004
- Rita rita (Hamilton, 1822)
- Rita sacerdotum Anderson, 1879